# Distretto di San Miguel (Ayacucho)
Il distretto di San Miguel è uno dei dieci  distretti della provincia di La Mar, in Perù. Si trova nella regione di Ayacucho e si estende su una superficie di 902,98 chilometri quadrati.

Ha per capitale la città di San Miguel e nel censimento del 2005 contava 19.185 abitanti.